# Бігадіч (ільче)
Бігадіч (тур. Bigadiç) — ільче (округ) у складі ілу Баликесір на заході Туреччини. Адміністративний центр — місто Бігадіч.
Ільче утворений 1944 року шляхом відокремлення від ільче Баликесір.

## Склад
До складу ільче (округу) входить 3 буджаки (райони) та 71 населений пункт (2 міста та 69 сіл):
| Поселення | Площа, км² | Населення, осіб (2010) | Центр    | Населені пункти |
| --------- | ---------- | ---------------------- | -------- | --------------- |
| Бігадіч   | -          | 38128                  | Бігадіч  | 38              |
| Чагиш     | -          | 6126                   | Чагиш    | 9               |
| Ягджилар  | -          | 4752                   | Ягджилар | 24              |

### Найбільші населені пункти
| №  | Населений пункт | Населення, осіб (2010) |
| -- | --------------- | ---------------------- |
| 1  | Бігадіч         | 16 494                 |
| 2  | Іскеле          | 2 087                  |
| 3  | Ишиклар         | 2 039                  |
| 4  | Ак'яр           | 1 135                  |
| 5  | Гювемчетмі      | 1 112                  |
| 6  | Меджідіє        | 1 092                  |
| 7  | Чагиш           | 1 011                  |
| 8  | Козпинар        | 914                    |
| 9  | Каргін          | 852                    |
| 10 | Хамідіє         | 825                    |